# Ендріа Дюрен
Ендріа Дюрен  (англ. Andrea Duran, 12 квітня 1984) — американська софтболістка, олімпійська медалістка.

## Виступи на Олімпіадах
| Олімпіада  | Дисципліна | Місце |
| ---------- | ---------- | ----- |
| Пекін 2008 | софтбол    | 2     |